# Stiphropus falciformus
Stiphropus falciformus là một loài nhện trong họ Thomisidae.
Loài này thuộc chi Stiphropus. Stiphropus falciformus được miêu tả năm 2006 bởi Yang, Zhu & Da-xiang Song.